# 施正荣
施正荣（1963年2月10日—），生於中国江苏省扬中市，澳大利亚籍华人企业家，尚德电力公司创始人及原董事长，前中国大陆首富。

## 生平

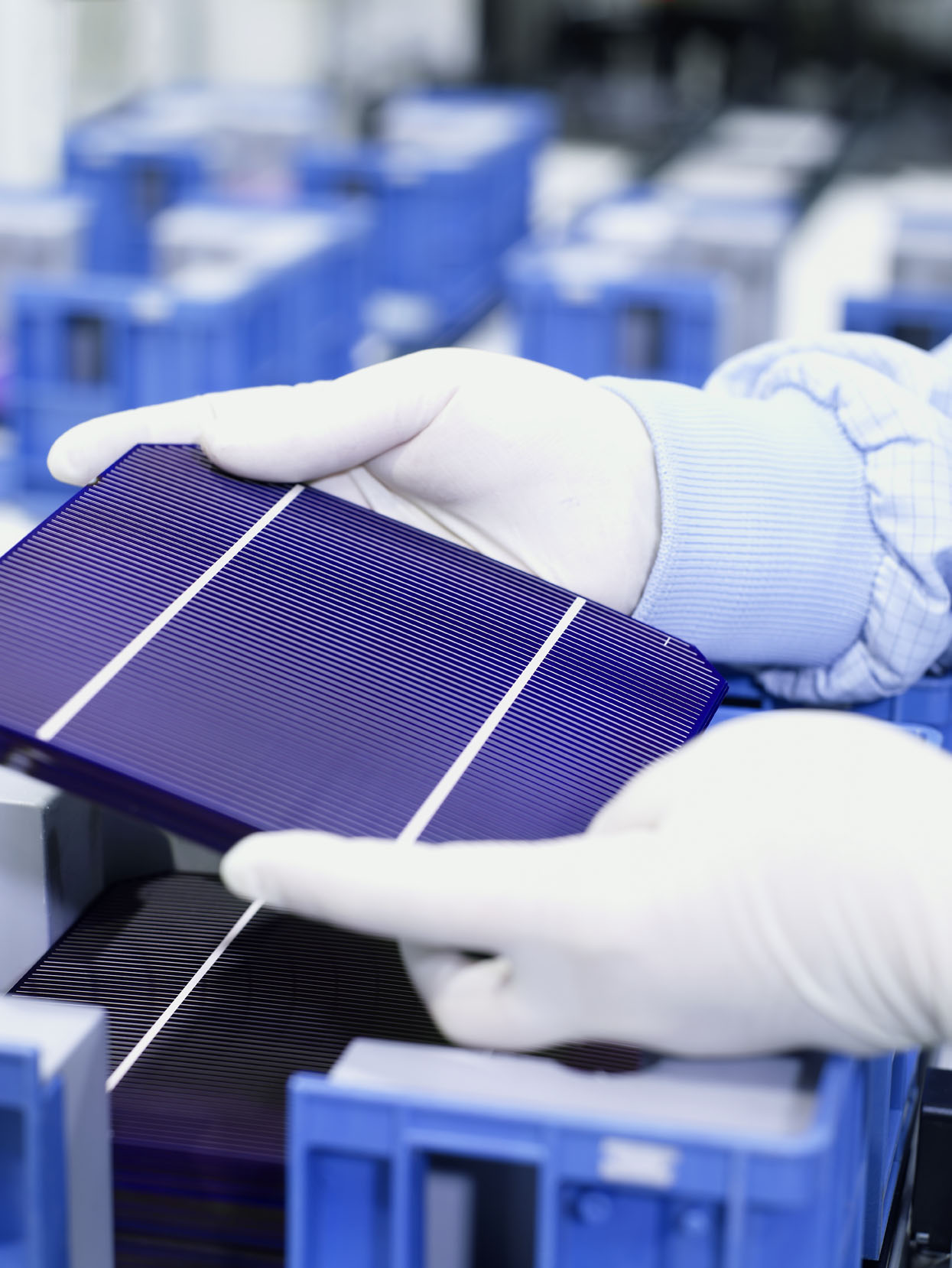
單晶矽太陽能電池

1963年出生于江苏省扬中市油坊镇和平村，本姓陈，而且他是双胞胎，与孪生哥哥陈恒龙一模一样。当时家境贫苦，于是将双胞胎之一送给邻近的施姓人家。1983年，施正荣毕业于中国长春理工大学，后考入中国科学院上海光学精密机械研究所，1986年毕业，获得硕士学位；1988年，赴新南威尔士大学留学，在马丁·格林教授门下学习太阳能电池专业，1991年获得博士学位；毕业后，施留校任研究员。
2000年施正荣回到中国创业，创立尚德电力。2008年起，因市场竞争者众，中国太阳能行业陆续传出削价求存的消息。2013年3月4日晚间，尚德电力突然宣布，创始人施正荣不再担任董事长一职，由王珊接任。2013年3月20日，无锡市中级人民法院对施正荣所创立的无锡尚德太阳能电力有限公司宣布实施破产重整。
2016年，他住在上海并经常前往澳大利亚。 而在2017年和2018年，施正荣博士經常在太阳能会议上发表演讲，推动太阳能技术在中国和海外的应用。